# (15810) Arawn
(15810) Arawn (provisorische Bezeichnung 1994 JR1) ist ein transneptunisches Objekt. Es wurde am 12. Mai 1994 von Mike Irwin und Anna Żytkow mit dem Isaac-Newton-Teleskop am Roque-de-los-Muchachos-Observatorium auf La Palma entdeckt. Es wurde als Plutino in 2:3 Resonanz zu Neptun klassifiziert. Das Objekt wurde am 2. Januar 2017 nach Arawn benannt, einer Gestalt aus der keltischen Mythologie.
Am 2. November 2015 erstellte die Raumsonde New Horizons mit der Kamera LORRI mehrere Aufnahmen im Abstand von jeweils einer Stunde. Zum Zeitpunkt der Aufnahmen befand sich das Objekt ca. 5,3 Milliarden km von der Sonne entfernt, aber nur 280 Millionen km von New Horizons. Eine weitere Beobachtung erfolgte am 7.–8. April 2016 aus einer Entfernung von 111 Millionen km. Durch gleichzeitige Beobachtung mit dem Hubble-Weltraumteleskop konnte die Bahn des Objekts unter Ausnützung der Parallaxe wesentlich genauer auf unter 1000 km genau bestimmt werden. Die Einschätzung als möglicher Quasisatellit zu Pluto war damit widerlegt. Die Beobachtung ergab außerdem eine Rotationsperiode von 5,47 Stunden und dass die Oberfläche ziemlich uneben sein muss.